# كريس والترز
كريس والترز هو سياسي أمريكي، ولد في 1 مايو 1986 في تشارلستون في الولايات المتحدة. نشط حزبياً في الحزب الجمهوري. وقد انتخب عضو مجلس ولاية فيرجينيا الغربية ‏.